# Colegio de San Agustín (Ghana)
El Colegio de San Agustín (en inglés: St. Augustine’s College) es una institución académica solo para varones en Cape Coast, en el país africano de Ghana. La escuela se encuentra en la carretera Elmina y está cerca de la Universidad de Cape Coast, en la costa del Océano Atlántico. La escuela empieza en Anissano, un pueblo cerca de Elmina, en donde se estableció en 1930. La institución católica se creó servir como un centro de formación y seminario. La escuela lleva el nombre de San Agustín de Hipona (AD 354-430 dC). El lema de la universidad en latín es: Omnia Vincit Labor, es decir, "la perseverancia todo lo vence".